# Мультикор
Мультикор (англ. Multicore) — серия многоядерных сигнальных микропроцессоров компании АО НПЦ «ЭЛВИС» для встраиваемых применений. Компания занимается разработкой микросхем типа «система на кристалле», используя собственную платформу проектирования «МУЛЬТИКОР», специализируется в областях: телекоммуникации, связь, искусственный интеллект, космос; системы на кристалле (англ. System-on-a-Chip, SoC) включают ядра CPU, DSP, специализированные (FFT, GPU, видеокодеки, навигационные корреляторы) и стандартные интерфейсы ввода-вывода.
АО НПЦ «ЭЛВИС» разработала более 50 типономиналов различных микросхем и систем на кристалле с проектными нормами 16 нм, 28 нм, 40 нм, 65 нм, 130 нм, 180 нм, 250 нм, в том числе:
- многоядерные малопотребляющие процессоры для систем управления, коммуникаций, комплексов связи, навигации, ЦОС, промышленных компьютеров, планшетов, тонких клиентов, средств защиты информации, IP-связи;
- аналого-цифровые и радиочастотные микросхемы для применения в приемопередающих устройствах систем связи.

АО НПЦ «ЭЛВИС» были реализованы сетевые интерфейсы SpaceWire, а также гигабитные интерфейсы GigaSpaceWire и SpaceFibre в составе микросхем процессоров и коммутаторов, которые нашли широкое применение в различной аппаратуре.
В стадии проектирования находятся перспективные процессорные системы на кристалле с аппаратной поддержкой функций информационной безопасности, обеспечивающих возможность построения доверенных устройств и систем. Компанией отработана технология обеспечения общего доверия при объединении лицензируемых ядер и ядер собственной разработки («Доверенное ядро»).
За время своей деятельности предприятие успешно реализовало ряд проектов, в рамках которых были проведены полный цикл НИОКР, разработаны технологии в области электронной промышленности и освоено серийное производство продукции собственного производства.

## Особенности
В качестве CPU используются стандартные ядра: Эльбрус, MIPS32, ARM Cortex-A9 и другие.
DSP ядра — оригинальные разработки компании «ЭЛВИС», имеют обозначение ELCore-xx.
Для программирования и отладки используется IDE MCStudio (Multicore Studio).